# Келоуна Рокетс
«Кело́уна Ро́кетс» (англ. Kelowna Rockets) — юниорский хоккейный клуб, выступающий в Западной хоккейной лиге (WHL). Клуб расположен в городе Келоуна, провинция Британская Колумбия, Канада.

## История
Клуб был основан в 1991 году под названием «Такома Рокетс» и базировался в американском городе Такома. После сезона 1994/1995 состоялся переезд в Келоуну, где команда базируется по сей день. С того же времени на эмблеме клуба появляется мифическое чудовище Огопого, согласно преданиям обитающее в озере Оканаган, на берегу которого расположена Келоуна.
Команда трижды выигрывала чемпионский титул WHL — в 2003, 2005 и 2009 гг. Однако главный трофей североамериканского молодёжного хоккея Мемориальный кубок «Рокетс» смогли завоевать ни в один из этих лет, когда они сражались за него на правах чемпиона, а в 2004 г., когда они попали в финальную четвёрку на правах хозяев.
Российские хоккеисты никогда за клуб не играли.

## Достижения
- Чемпион WHL (4): 2003, 2005, 2009, 2015;
- Мемориальный кубок (1): 2004;
- Финалист Мемориального кубка : 2009, 2015;
- Победитель регулярного сезона (3): 2002–03, 2003–04, 2013–14;

## Известные игроки
- Джоэль Квятковски (1994—1996)
- Тодд Федорук (1995—1998)
- Шелдон Сурей (1996)
- Трэвис Моэн (1998—2002)
- Ник Тарнаски (2002—2003)
- Данкан Кит (2002—2003) — олимпийский чемпион 2010 г.
- Ши Уэбер (2002—2005) — олимпийский чемпион 2010 г.
- Александр Эдлер (2005—2006)
- Джэми Бенн (2007—2009) — победитель Молодёжного Чемпионата Мира 2009 г.